# به‌له
شهر به‌له (به رومانیایی: Bălan) در شهرستان هرگیتا در کشور رومانی واقع شده‌است. جمعیت این شهر ۹٬۲۹۵ نفر  است.